# Maladies de la tomate
Cet article recense les maladies  de la  tomate (Solanum lycopersicum).

## Maladies bactériennes
| Maladies bactériennes                                         | Maladies bactériennes                                                                                        |
| ------------------------------------------------------------- | --- |
| Chancre bactérien de la tomate                                | Clavibacter michiganensis subsp. michiganensis                                                               |
| Dépérissement bactérien à Pseudomonas, Moucheture bactérienne | Pseudomonas syringae pv. syringae Pseudomonas syringae pv. tomato                                            |
| Flétrissement bactérien                                       | Ralstonia solanacearum                                                                                       |
| Gale bactérienne                                              | Xanthomonas campestris pv. vesicatoria Xanthomonas sp.                                                       |
| Moëlle noire                                                  | Pseudomonas corrugata                                                                                        |
| Pourritures bactériennes                                      | Pectobacterium sp.                                                                                           |
| Pourritures déliquescentes des fruits                         | Pectobacterium sp. (P. carotovorum subsp. carotovorum, P. chrysanthemi, P. carotovorum subsp. atrosepticum). |
| Pourriture molle bactérienne                                  | Erwinia carotovora subsp. carotovora                                                                         |
| Tumeurs bactériennes                                          | Rhizobium radiobacter                                                                                        |

## Maladies cryptogamiques
| Maladies cryptogamiques | Maladies cryptogamiques |
| --- | --- |
| Chancre alternarien de la tige                                                                                              | Alternaria alternata f.sp. lycopersici |
| Anthracnose | Colletotrichum coccodes Colletotrichum dematium Colletotrichum gloeosporioides Glomerella cingulata [téléomorphe]                                                                                       |
| Black mold rot | Alternaria alternata Stemphylium botryosum Pleospora tarda [téléomorphe] Stemphylium herbarum Pleospora herbarum [téléomorphe] = Pleospora lycopersici Ulocladium consortiale = Stemphylium consortiale |
| Pourridié noir | Thielaviopsis basicola Chalara elegans [synanamorphe] |
| Black shoulder | Alternaria alternata |
| Mildiou du poivron | Phytophthora capsici Phytophthora drechsleri Phytophthora nicotianae var. parasitica = Phytophthora parasitica                                                                                          |
| Cercosporiose | Pseudocercospora fuligena = Cercospora fuligena |
| Pourriture charbonneuse | Macrophomina phaseolina |
| Maladie des racines liégeuses                                                                                               | Pyrenochaeta lycopersici |
| Chancre à Didymella | Didymella lycopersici |
| Alternariose de la tomate ou maladie des taches brunes de la tomate                                                         | Alternaria solani |
| Pourriture de la racine et du collet de la tomate                                                                           | Fusarium oxysporum Schlecht. f. sp. radicis-lycopersici Jarvis et Shoem. |
| Flétrissure fusarienne ou fusariose vasculaire de la tomate                                                                 | Fusarium oxysporum f.sp. lycopersici |
| Stemphyliose de la tomate                                                                                                   | Stemphylium botryosum f.sp. lycopersici Stemphylium lycopersici = Stemphylium floridanum Stemphylium solani                                                                                             |
| Pourriture grise | Botrytis cinerea Botryotinia fuckeliana [téléomorphe] |
| Mildiou de la tomate | Phytophthora infestans |
| Cladosporiose de la tomate ou maladie fauve de la tomate                                                                    | Fulvia fulva(Cooke) Ciferri = Cladosporium fulvum |
| Phoma rot | Phoma destructiva |
| Oïdium | Oidiopsis sicula Leveillula taurica [téléomorphe] |
| Fonte des semis à Pythium Pythium aphanidermatum Pythium arrhenomanes Pythium debaryanum Pythium myriotylum Pythium ultimum | |
| Fonte des semis à Rhizoctonia Pourriture brune du collet (sur plantes plus âgées)                                           | Rhizoctonia solani Thanatephorus cucumeris [téléomorphe] |
| Moisissure chevelue | Rhizopus stolonifer |
| Septoriose de la tomate | Septoria lycopersici |
| Sour rot | Geotrichum candidum Galactomyces geotrichum [téléomorphe] Geotrichum klebahnii (= G. penicillatum) |
| Pourriture de la tige (Brûlure de midi)                                                                                     | Sclerotium rolfsii Athelia rolfsii [téléomorphe] |
| Taches zonées | Corynespora cassiicola |
| Verticilliose | Verticillium albo-atrum Verticillium dahliae |
| Moisissure blanche | Sclerotinia sclerotiorum Sclerotinia minor |

## Maladies virales
| Maladies virales                                               | Maladies virales                                                                                |
| -------------------------------------------------------------- | ----------------------------------------------------------------------------------------------- |
| Mosaïque du tabac sur tomate (brunissement interne des fruits) | Virus de la mosaïque du tabac (TMV)                                                             |
| Enroulement apical                                             | Virus de l'enroulement apical                                                                   |
| Feuilles enroulées de la tomate                                | Virus New Delhi des feuilles enroulées de la tomate (ToLCNDV, Tomato leaf curl New Delhi virus) |
| Fruit rugueux brun de la tomate                                | Virus du fruit rugueux brun de la tomate (ToBRFV, Tomato brown rugose fruit virus)              |
| Virus Y de la pomme de terre                                   | Virus Y de la pomme de terre                                                                    |
| Rabougrissement buissonneux de la tomate                       | Virus du rabougrissement buissonneux de la tomate                                               |
| Gravure du tabac sur tomate                                    | Virus de la gravure du tabac                                                                    |
| Mosaïque du concombre sur tomate                               | Virus de la mosaïque du concombre                                                               |
| Mosaïque de la tomate                                          | Virus de la mosaïque de la tomate (ToMV)                                                        |
| Mosaïque du pépino sur tomate                                  | Virus de la mosaïque du pépino                                                                  |
| Marbrure de la tomate                                          | Géminivirus de la marbrure de la tomate                                                         |
| Mosaïque de la luzerne sur tomate                              | Virus de la mosaïque de la luzerne                                                              |
| Maladie bronzée de la tomate                                   | Virus de la maladie bronzée de la tomate (TSWV)                                                 |
| Maladie des feuilles jaunes en cuillère de la tomate           | Virus des feuilles jaunes en cuillère de la tomate (TYLCV)                                      |
| Jaunisse apicale de la tomate                                  | Virus de la jaunisse apicale de la tomate                                                       |
| Sommet touffu de la tomate                                     | Viroïde du sommet touffu de la tomate                                                           |
| Planta macho de la tomate                                      | Viroïde planta macho de la tomate                                                               |
| Jaunisse de l'aster                                            | MLO                                                                                             |
| Mycoplasme de la tomate                                        | MLO                                                                                             |